# Rezerwat Przyrody Koshi Tapu
Rezerwat Przyrody Koshi Tapu (ang. Koshi Tappu Wildlife Reserve) – rezerwat we wschodnim Nepalu. Jest domem m.in. słoni, nilgau indyjskich, krokodyli błotnych i delfinów gangesowych.